# 醫學院路
医学院路是中華人民共和國上海市徐汇区一條東西走向道路，西起復旦大學上海醫學院東區，東至大木桥路，全长463米，宽12.5米至15.5米，道路於中華民国7年至10年（1918年至1921年）间修建，最初名為沈家浜路。中華民国26年（1937年）更名為醫學院路，路名來自於國立上海醫學院。道路沿途有复旦大学附属中山医院。